# Åminne
Åminne is een plaats in de gemeente Värnamo in het landschap Småland en de provincie Jönköpings län in Zweden. De plaats heeft 187 inwoners (2005) en een oppervlakte van 26 hectare.